# U 135 (Kriegsmarine)
De U 135 was een type VIIC onderzeeboot van de Duitse Kriegsmarine tijdens de Tweede Wereldoorlog. De laatste commandant van de U 135 was Oberleutnant Otto Luther.

## Ondergang
De U 135 werd tot zinken gebracht op 15 juli 1943 in de Atlantische Oceaan, in positie 28° 20′ 0″ NB, 13° 17′ 0″ WL door dieptebommen van de Britse sloep HMS Rochester en de Britse korvetten HMS Mignonette en HMS Balsam en door een Amerikaanse Consolidated PBY Catalina-vliegboot (VP-92). De zwaar beschadigde U 135 kon nog opduiken naar de oppervlakte en zich overgeven aan de Britten.
Als bij wonder vielen er slechts 5 doden, en 41 overlevenden werden door de Britse oorlogsschepen opgepikt. De U 135 ging met de 5 gesneuvelden aan boord voorgoed naar onder. De toenmalige commandant Oberleutnant Otto Luther overleefde de oorlog.

## Commandanten
- 16 Aug, 1941 - Nov, 1942: Kptlt. Friedrich-Hermann Praetorius
- Nov, 1942 - 3 Jun, 1943: Oblt. Heinz Schütt
- 4 Jun, 1943 - 15 Jul, 1943: Oblt. Otto Luther